# 赤足桥

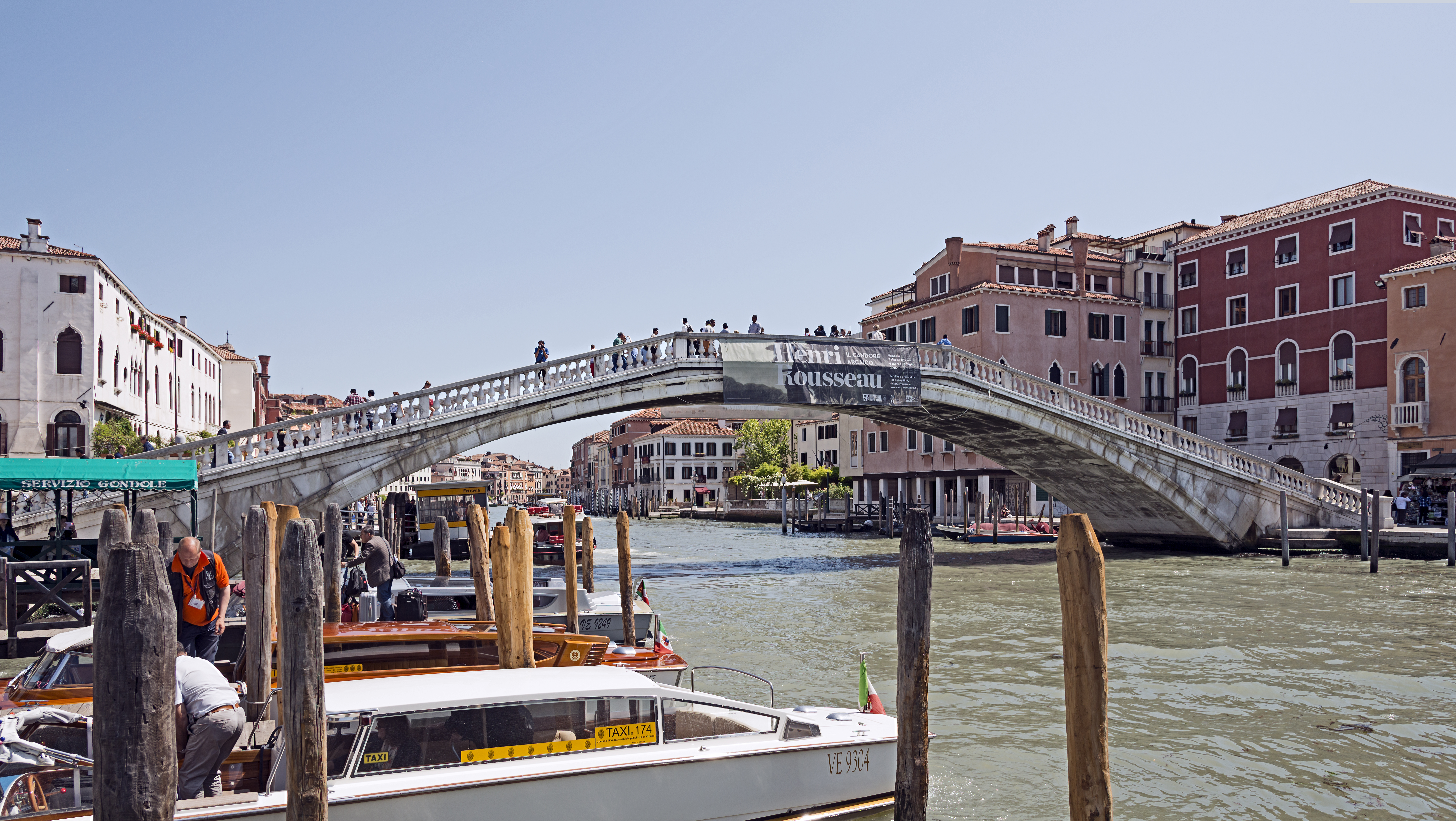
赤足桥

赤足桥（義大利語：Ponte degli Scalzi）是意大利威尼斯跨越大运河四座桥梁之一。 
赤足桥连接了卡纳雷吉欧区（Cannaregio）和圣十字区（Santa Croce）。桥北侧为卡纳雷吉欧区，有赤足教堂（Chiesa degli Scalzi）和圣塔露西亚车站；桥南侧为圣十字区，靠近罗马广场（Piazzale Roma）公共汽车站。
赤足桥由欧亨尼奥·苗齐（Eugenio Miozzi）设计，完成于1934年，取代了从前的奥地利铁桥。
赤足桥靠近大运河上的第四座桥，俗称为卡拉特拉瓦桥（Ponte di Calatrava），正式开幕时命名为宪法桥（Ponte della Costituzione）。这座桥的现代风格引起争议，2008年9月11日开放供市民使用。它比赤足桥更靠近公共汽车站。